# Lauroppia neerlandica
Lauroppia neerlandica är en spindeldjursart som först beskrevs av Oudemans 1900.  Lauroppia neerlandica ingår i släktet Lauroppia, och familjen Oppiidae. Arten är reproducerande i Sverige.